# Барон Сэй
Барон Сэй — английский аристократический титул, созданный в 1313 году для Джеффри де Сэя. Правнук 1-го барона Джон умер ребёнком в 1382 году, после чего права на титул перешли к его сестре Элизабет. Последняя умерла в 1399 году бездетной, так что титул больше не использовался, хотя на него претендовали Файнсы и Клинтоны. Для Джеймса Файнса, потомка 2-го барона Сэя по женской линии, в 1447 году был создан титул барона Сэя и Сила.

## Носители титула
- Джеффри де Сэй, 1-й барон Сэй (1313—1322)[3];
- Джеффри де Сэй, 2-й барон Сэй (1322—1359)[4];
- Уильям де Сэй, 3-й барон Сэй (1359—1375)[5];
- Джон де Сэй, 4-й барон Сэй (1375—1382)[6][7][8];
- Элизабет де Сэй, 5-я баронесса Сэй suo jure (1382—1399)[9].